# Отель (телесериал)
Отель (англ. Hotel) — американский драматический телесериал, созданный Аароном Спеллингом с Джеймсом Бролином, Конни Селлекка и Энн Бакстер в главных ролях, который транслировался на канале ABC с 21 сентября 1983 по 5 мая 1988 года по средам в десять вечера, после «Династии». Сериал был основан на одноименном романе 1965 года Артура Хейли.

## Обзор
Действие сериала разворачивалось в одном отеле, которым управляла богатая аристократка Виктория Кэбот (Энн Бакстер), а ей помогал Питер Макдермотт (Джеймс Бролин), у которого были отношения с Кристин Фрэнсис (Конни Селлекка). В середине сериала Виктория Кэбот умерла, так как исполнительница роли, Энн Бакстер, умерла от аневризмы сосудов головного мозга.
Бетт Дейвис должна была играть роль владелицы гостиницы. Хотя актриса снялась в пилотном эпизоде и её изображения были частью рекламной кампании сериала, Дэйвис покинула проект из-за ухудшения здоровья. Энн Бакстер, которая снялась с Дэйвис в фильме «Всё о Еве» в 1950 году, заменила её. Тем не менее Бетт Дэйвис позже все же появилась в сериале как таинственный рассказчик за кадром.
Из-за концепции сериала, которая заключалась в том, что в центре каждого эпизода находилась история одного из постояльцев, гостей или персонала отеля, проект привлекал на эти роли крупных звезд, также как и другой хитовый сериал канала ABC того периода — ситком «Лодка любви». Однако «Отель» затрагивал более серьёзные и спорные темы, такие, как аборты, неверность, изнасилования, самоубийства, лесбиянство, супружеское насилие и растления малолетних.

## Приглашенные звёзды
(в алфавитном порядке английского языка)
- Йен Эберкромби
- Мод Адамс
- Эдди Альберт
- Ана Алисия
- Мелисса Сью Андерсон
- Мелоди Андерсон
- Сьюзан Энтон
- МакКензи Астин
- Кристофер Аткинс
- Лия Эйрс
- Лью Эйрс
- Барбара Бэбкок
- Джейн Бэдлер
- Алек Болдуин
- Мартин Болсам
- Эдриенн Барбо
- Присцилла Барнс
- Джин Барри
- Бонни Бартлетт
- Аманда Бирз
- Ральф Беллами
- Дирк Бенедикт
- Полли Берген
- Шелли Берман
- Сьюзан Блэйкли
- Рони Блэкли
- Том Босли
- Барбара Боссон
- Морган Бриттани
- Дельта Бёрк
- Тимоти Басфилд
- Пегги Касс
- Джордж Клуни
- Джефф Конауэй
- Майкл Константин
- Мэри Кросби
- Роберт Калп
- Эбби Далтон
- Ким Дарби
- Брюс Дэвисон
- Лорейн Дэй
- Розмари Декамп
- Ким Дилейни
- Джонни Депп
- Элинор Донахью
- Джеймс Духан
- Сара Дуглас
- Джулия Даффи
- Патрик Даффи
- Патти Дьюк
- Саманта Эггар
- Николь Эггерт
- Нанетт Фабрей
- Морган Фэйрчайлд
- Хосе Феррер
- Мел Феррер
- Мигель Феррер
- Гейл Фишер
- Джоан Фонтейн
- Роберт Форстер
- Джонатан Фрейкс
- Бернард Фокс
- Энтони Франчоза
- Эва Габор
- Джордж Гейнс
- Скотт Граймс
- Сьюзан Джордж
- Эстель Гетти
- Джек Гилфорд
- Гермиона Джинголд
- Стюарт Грейнджер
- Эрин Грэй
- Типпи Хедрен
- Энгельберт Хампердинк
- Ширли Джонс
- Лэйни Казан
- Салли Келлерман
- Лоренцо Ламас
- Одри Ландерс
- Хоуп Лэнг
- Роберт Лансинг
- Пайпер Лори
- Кэрол Лоуренс
- Кэй Ленц
- Терри Лестер
- Вивека Линдфорс
- Хизер Локлир
- Кэрол Линли
- Патти МакКормак
- Родди Макдауэлл
- Дороти Макгуайр
- Одри Медоуз
- Джейн Медоуз
- Дина Меррилл
- Вера Майлз
- Джон Миллс
- Джульет Миллс
- Кейт Малгрю
- Дон Мюррей
- Лоис Нетлтон
- Лесли Нильсен
- Жанетт Нолан
- Дэнни Нуччи
- Маргарет О'Брайен
- Кен Олин
- Элинор Паркер
- Сара Джессика Паркер
- Донна Пескоу
- Мишель Филлипс
- Линдсей Прайс
- Линн Редгрейв
- Дебби Рейнольдс
- Джинджер Роджерс
- Мэрион Росс
- Барбара Раш
- Эмма Сэммс
- Дуг Сэвант
- Трейси Скоггинс
- Марта Скотт
- Тори Спеллинг
- Конни Стивенс
- Стелла Стивенс
- Бренда Стронг
- Элизабет Тейлор
- Шарлин Тилтон
- Гвен Вердон
- Кейт Вернон
- Ян-Майкл Винсент
- Джессика Уолтер
- Сила Уорд
- Бетти Уайт
- Лиза Уилкокс
- Шелли Уинтерс
- Джейн Уайетт

## Награды и номинации
- «Золотой глобус»
  - 1984 — За лучшую мужскую роль в телевизионном сериале — драма — (Джеймс Бролин) (номинация)[1]
  - 1985 — За лучшую мужскую роль в телевизионном сериале — драма — (Джеймс Бролин) (номинация)[1]
  - 1987 — За лучшую женскую роль в телевизионном сериале — драма — (Конни Селлекка) (номинация)[1]

«Выбор народа»
  - 1984 — Любимое телешоу года — «Отель»[1]

## Ремейк
В 2003 году Аарон Спеллинг пытался сделать ремейк шоу, ровно через двадцать лет после премьеры оригинала. Пилот для канала UPN, в котором снимались Майкл Джей Уайт и Кристина Видал не получил зелёный свет на продолжение съемок.